# Bach an der Donau
Bach là một đô thị trong huyện Regensburg bang Bayern thuộc nước Đức.